# Paradise Highway
Paradise Highway (Alternativtitel: Paradise Highway – Straße der Angst) ist ein US-amerikanisch-schweizerisch-deutscher Thriller aus dem Jahr 2022. Die Hauptrollen spielen Juliette Binoche, Morgan Freeman und Hala Finley sowie Frank Grillo und Veronica Ferres in Nebenrollen. 

## Handlung
Der Bruder der Lastwagenfahrerin Sally gerät in Gefahr. Sie soll deshalb illegale Frachten quer durch die Staaten fahren oder er wird sterben. Dazu wird sie von einer Bande erpresst. Bei ihrer letzten Fahrt wird auch noch ihr Gewissen herausgefordert. Denn sie soll die 13-jährige Leila in ihr Verderben liefern. Die weiß sich aber zu wehren und erschießt bei ihrer Übergabe den Menschenhändler mit Sallys Flinte. Danach beginnt eine lange Reise über die Highways, auf denen überall Gefahren lauern. Das FBI und die Bande haben sie dabei immer im Nacken.

## Synchronisation
Die deutsche Fassung entstand bei der Think Global Media in Düsseldorf. Dialogbuch und -Regie verantwortete Gerd Naumann.
| Darsteller       | Rolle    | Synchronsprecher   |
| ---------------- | -------- | ------------------ |
| Juliette Binoche | Sally    | Christin Marquitan |
| Hala Finley      | Leila    | Annabel Tanfall    |
| Frank Grillo     | Dennis   | Johannes Berenz    |
| Morgan Freeman   | Gerick   | Jürgen Kluckert    |
| Cameron Monaghan | Sterling | Christian Zeiger   |
| Veronica Ferres  | Rose     | Veronica Ferres    |